# Ryszard Staniek
Ryszard Staniek (Zebrzydowice, Polonia, 13 de marzo de 1971) es un exfutbolista polaco que se desempeñaba como centrocampista.

## Clubes
| Club              | País    | Año       |
| ----------------- | ------- | --------- |
| Cukrownik Chybie  | Polonia | 1987-1988 |
| Odra Wodzisław    | Polonia | 1988-1990 |
| Górnik Zabrze     | Polonia | 1990-1993 |
| C. A. Osasuna     | España  | 1993-1995 |
| Legia de Varsovia | Polonia | 1995-1998 |
| Odra Wodzisław    | Polonia | 1998-2000 |
| Odra Opole        | Polonia | 2001      |
| Piast Gliwice     | Polonia | 2001      |
| GKS Jastrzębie    | Polonia | 2002      |
| Orzeł Zabłocie    | Polonia | 2002      |
| GKS Jastrzębie    | Polonia | 2002-2004 |
| Beskid Skoczów    | Polonia | 2005-2006 |